# カンムリサケビドリ
カンムリサケビドリ （冠叫鳥、学名:Chauna torquata）は、カモ目サケビドリ科に分類される鳥類の一種である。

## 分布
南アメリカ中東部（ボリビア東部、パラグアイ、ブラジル南部からアルゼンチン中部まで）に分布する。

## 形態
全長83-96cm。全身灰色で背面はやや光沢を帯びている。胸や脇には白い斑がある。

## 生態
湿原、湖沼、草原などに生息する。地上で生活しているが、水にも入る。
食性は、植物の種子や葉、まれに小動物も捕食する。水辺を歩き回って採食する。
浅い水辺の近くに、植物を積み重ねた塚に似た大きな巣を作る。1腹5-8個の卵を産む。抱卵日数は42-44日である。雌雄とも抱卵する。雛は孵化後、数時間で巣を離れる。

## 絶滅危惧評価
- LEAST CONCERN (IUCN Red List Ver. 3.1 (2001))
[1]

## 参照・注釈
1. ↑  Chauna torquata  (Species Factsheet by BirdLife International)

- 『小学館の図鑑NEO 鳥』 小学館、2002年、169頁。
- 『原色ワイド図鑑 鳥』 学習研究社、2002年、190頁。
- 『世界の動物｜分類と飼育 ガンカモ目』、財団法人東京動物園協会、1980年、6-8頁